# Stor-Fäbodtjärnen, Ångermanland
Stor-Fäbodtjärnen är en sjö i Örnsköldsviks kommun i Ångermanland och ingår i Husåns huvudavrinningsområde.